# Ansac-sur-Vienne
Ansac-sur-Vienne é uma comuna francesa na região administrativa da Nova Aquitânia, no departamento de Charente. Estende-se por uma área de 30,79 km². Em 2010 a comuna tinha 850 habitantes (densidade: 27,6 hab./km²).